# Fabiny Teofil
Fabiny Teofil (Pest, 1822. október 11. – Budapest, 1908. március 4.) magyar jogász, igazságügy-miniszter.

## Életpályája
Pesten ügyvédi vizsgát tett. Miután megyei szolgálatot teljesített, 1850-ben bírói pályára lépett: 1861-ben a Hétszemélyes Tábla, 1881-től a legfelsőbb ítélőszék bírája lett. 1886-tól 1905-ig országgyűlési képviselő volt, szabadelvű párti programmal.
1886. május 15. és 1889. április 9. között ő volt a Tisza Kálmán-kormány igazságügy-minisztere. 1880 és 1898 között a Magyarországi Evangélikus Egyház Bányai Egyházkerületének felügyelője Szeberényi Gusztáv, majd Sárkány Sámuel püspök elnöktársaként.